# Pest vármegyei 7. sz. országgyűlési egyéni választókerület
A Pest vármegyei 7. sz. országgyűlési egyéni választókerület egyike annak a 106 választókerületnek, amelyre a 2011. évi CCIII. törvény Magyarország területét felosztja, és amelyben a választópolgárok egy-egy országgyűlési képviselőt választhatnak. A választókerület nevének szabványos rövidítése: Pest 07. OEVK. Székhelye: Vecsés

## Területe
A választókerület az alábbi településeket foglalja magába:
1. Ecser
2. Felsőpakony
3. Gyál
4. Gyömrő
5. Maglód
6. Pécel
7. Üllő
8. Vecsés

## Országgyűlési képviselője
| Név             | Párt                                         | Párt        | Terminus | Megjegyzés                                   |
| --------------- | -------------------------------------------- | ----------- | -------- | -------------------------------------------- |
| Dr. Szűcs Lajos |                                              | Fidesz-KDNP | 2014 –   | A 2014-es országgyűlési választás eredménye: |
| Dr. Szűcs Lajos | A 2018-as országgyűlési választás eredménye: | Fidesz-KDNP | 2014 –   |                                              |
| Dr. Szűcs Lajos | A 2022-es országgyűlési választás eredménye: | Fidesz-KDNP | 2014 –   |                                              |

## Demográfiai profilja
| Iskolai végzettség                | Iskolai végzettség               | Iskolai végzettség | Iskolai végzettség | Iskolai végzettség |
| --------------------------------- | -------------------------------- | ------------------ | ------------------ | ------------------ |
|                                   |                                  |                    |                    | fő                 |
| Általános iskolát nem végezte el  | Általános iskolát nem végezte el |                    | 1298               | 1298               |
| Általános iskola                  | Általános iskola                 |                    | 14727              | 14727              |
| Szakmunkás                        | Szakmunkás                       |                    | 19333              | 19333              |
| Érettségi                         | Érettségi                        |                    | 36287              | 36287              |
| Diploma                           | Diploma                          |                    | 20185              | 20185              |
| A 2022. évi népszámlálás szerint. |                                  |                    |                    |                    |

A Pest vármegyei 7. sz. választókerület lakónépessége 2022. október 1-jén 116 060 fő volt. A 2011-es és a 2022-es népszámlálás között 10 892 fővel nőtt a választókerület lakosság száma. A választókerületben a korösszetétel alapján a legtöbben a középkorúak élnek 42 554 fővel, míg a legkevesebben az időskorúak 19 133 fővel. A választókerület lakosságának a 88,7%-nál van internet elérési lehetőség.
A legmagasabb befejezett iskolai végzettség szerint az érettségi végzettséggel rendelkezők élnek a legtöbben 36 287 fő, utánuk a következő nagy csoport a diplomások 20 185 fővel.
Gazdasági aktivitás szerint a lakosság közel fele foglalkoztatott 60 736 fő, második legjelentősebb csoport az inaktív keresők, akik főleg nyugdíjasok 21 122 fővel.
A választókerület legjelentősebb nemzetiségi csoportja a németek 1098 fő, illetve a cigányok 677 fő. Magyar állampolgársággal nem rendelkező külföldi állampolgárok aránya 0,8%.
Vallási összetétel szerint a választókerületben lakók legnagyobb vallása a római katolikus (21 737 fő), valamint jelentős közösség még a reformátusok (9672 fő). A vallási közösséghez nem tartozók száma szintén jelentős (14 912 fő), a választókerületben a második legnagyobb csoport a római katolikus vallás után.

## Országgyűlési választások
| Párt                             |           | Jelölt                 | Szavazatok | %     | ± %   |
| -------------------------------- | --------- | ---------------------- | ---------- | ----- | ----- |
| Fidesz-KDNP                      |           | Szűcs Lajos            | 31 623     | 49.22 | 4.4   |
| Egységben Magyarországért        |           | Fricsovszky-Tóth Péter | 23 449     | 36.50 | 15.27 |
| Mi Hazánk                        |           | Szabóné Papp Klára     | 4219       | 6.57  | Új    |
| MKKP                             |           | Iván Petra             | 2915       | 4.54  | Új    |
| MEMO                             |           | Balogh István          | 1484       | 2.31  | Új    |
| Normális Párt                    |           | Bocz Dániel            | 558        | 0.87  | Új    |
| Megjelent                        | Megjelent | Megjelent              | 65 045     | 71.76 | 0.84  |
| A Fidesz-KDNP tartja a körzetet. |           |                        |            |       |       |

| Párt                             |           | Jelölt                | Szavazatok | %     | ± %   |
| -------------------------------- | --------- | --------------------- | ---------- | ----- | ----- |
| Fidesz-KDNP                      |           | Szűcs Lajos           | 27 485     | 44.82 | 1.86  |
| Jobbik                           |           | Sas Zoltán            | 18 114     | 29.54 | 9.92  |
| DK                               |           | Nyeste Andrea         | 8744       | 14.26 | 14.83 |
| LMP                              |           | Apostol Klaudia       | 3538       | 5.77  | 1.31  |
| Momentum                         |           | Kalasovszky Bernadett | 1350       | 2.2   | Új    |
| Együtt                           |           | Tóth Judit            | 705        | 1.15  | 27.94 |
| Munkáspárt                       |           | Kovács István         | 206        | 0.34  | Új    |
| Egyéb pártok                     |           |                       | 1179       | 1.93  | 3.63  |
| Megjelent                        | Megjelent | Megjelent             | 62 251     | 70.92 | 9.36  |
| A Fidesz-KDNP tartja a körzetet. |           |                       |            |       |       |

| Párt                                |           | Jelölt        | Szavazatok | %     | ± % |
| ----------------------------------- | --------- | ------------- | ---------- | ----- | --- |
| Fidesz-KDNP                         |           | Szűcs Lajos   | 22 109     | 42.96 |     |
| Összefogás                          |           | Szabó Rebeka  | 14 971     | 29.09 |     |
| Jobbik                              |           | Sas Zoltán    | 10 098     | 19.62 |     |
| LMP                                 |           | Pintér Sándor | 2296       | 4.46  |     |
| Szociáldemokraták                   |           | Tóth László   | 116        | 0.23  |     |
| Egyéb pártok                        |           |               | 1880       | 4.66  |     |
| Megjelent                           | Megjelent | Megjelent     | 52 055     | 61.56 |     |
| A Fidesz-KDNP nyeri meg a körzetet. |           |               |            |       |     |

## Ellenzéki előválasztás – 2021
| Frakció                                      |                 | Jelölő szervezetek        | Jelölt                 | Szavazatok | %     |
| -------------------------------------------- | --------------- | ------------------------- | ---------------------- | ---------- | ----- |
| Jobbik                                       |                 | Jobbik, DK, LMP, ÚK, MMM  | Fricsovszky-Tóth Péter | 4320       | 63.50 |
| Momentum                                     |                 | Momentum, MSZP, Párbeszéd | Farag Alexandra        | 2483       | 36.50 |
| Összes szavazat                              | Összes szavazat | Összes szavazat           | Összes szavazat        | 6803       |       |
| Fricsovszky-Tóth Péter nyeri meg a körzetet. |                 |                           |                        |            |       |